# Советский проспект (Сестрорецк)
Сове́тский проспе́кт — проспект в городе Сестрорецке Курортного района Санкт-Петербурга. Проходит от 3-й Поперечной улицы до Купального спуска. Является продолжением 3-й Тарховской улицы.
Первоначальное название — Пантелеймо́новский проспект — появилось в начале XX века. Оно дано по церкви Святого Пантелеймона, располагавшейся на Тарховском проспекте, 32 (ныне на ее месте построен новодел).
В Советский проспект переименовали в 1930-х годах в честь советской власти.
Расположенная по адресу Советский проспект, д. 17, литера А, дача Р. Павлова была построена в начале XX века и имеет статус объекта культурного наследия регионального значения.

## Перекрёстки
- 3-я Поперечная улица / 3-я Тарховская улица
- Тарховский переулок
- Жуков переулок
- Яхтклубский переулок